# Сантьяго (озеро)
Сантья́го (порт. Lagoa de Santiago) — озеро в западной части острова Сан-Мигел, Азорские острова. Расположено к юго-востоку от озера Лагоа-даш-Сете-Сидадеш в вулканическом кратере. Вокруг озера находятся зеленоватые горные склоны, в которых обитают различные представители местной флоры и фауны.
Сантьяго расположено на высоте 334 м над уровнем моря. Длина 700 м, ширина 475 м, максимальная глубина — 29 м.

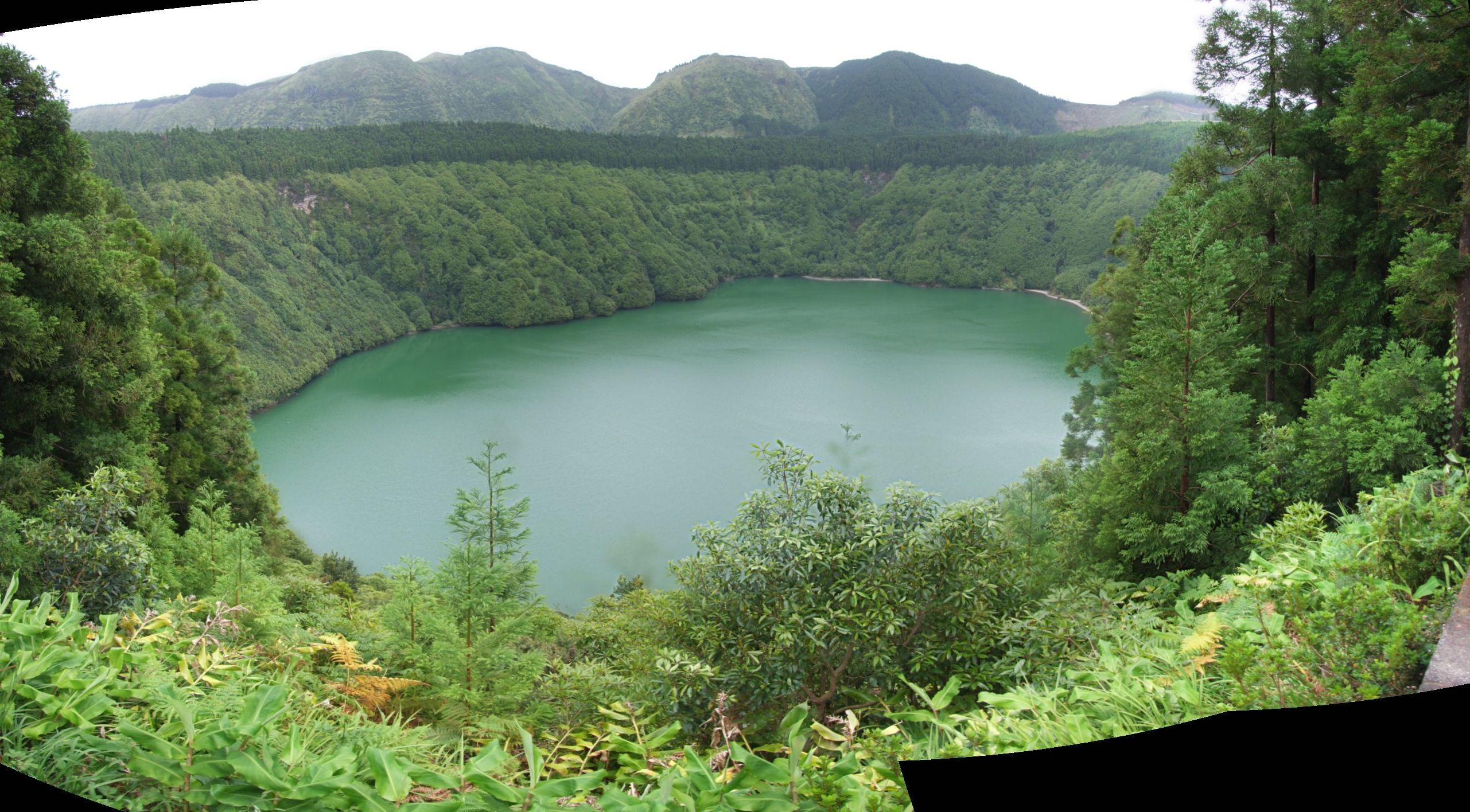
Вид на озеро